# Prado Sampaio
Arthur do Prado Sampaio ou simplesmente Prado Sampaio (22 de maio de 1894 – ?) foi um promotor e político brasileiro.

## Biografia
Foi o primeiro prefeito nomeado de São Lourenço do Sul, pois antes a nomenclatura utilizada era a de intendente, Prado Sampaio após exercer o cargo de prefeito em São Lourenço do Sul, foi nomeado promotor em Pelotas em 21 de janeiro de 1938 e em Alegrete em 16 de junho de 1938.

## Primeiro prefeito nomeado de São Lourenço do Sul
Na sua gestão o interventor do estado decretou, em 12 de janeiro de 1931, a extensão da atuação do 4º Batalhão de Infantaria de Brigada Militar de Pelotas para São Lourenço do Sul. A então Vila (atual zona urbana do distrito sede) passou a contar com trinta praças para fins de policiamento, sob o comando do 2º sargento João Baptista Berenhauser.
Por solicitação de Prado Sampaio, foi criada em São Lourenço do Sul uma agência da Capitania dos Portos, também criou aulas mistas em Picada Moinhos, em 29 de janeiro de 1931, dando sua regência ao padre Maximiliano Strauss.